# François de L’Hospital

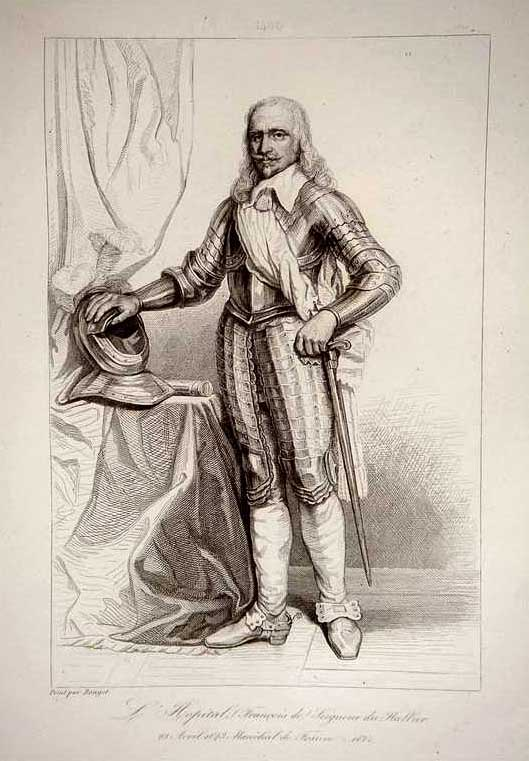
François de L’Hospital, duc de Rosnay

Wappen des Duc de Rosnay

François de L’Hospital (auch L’Hôpital), seigneur du Hallier und de Beynes (1630), comte, dann duc de Rosnay (August 1651) und Pair von Frankreich (* 1583; † 20. April 1660 in Paris), war ein französischer Militär und Aristokrat des 16. und des 17. Jahrhunderts. Er kämpfte unter König Louis XIII im Dreißigjährigen Krieg und wurde 1643 zum Marschall von Frankreich ernannt.

## Leben
Jüngster Sohn von Louis de L’Hospital und der Françoise de Brichanteau, war er der Bruder von Nicolas de L’Hospital.
Er heiratete in erster Ehe am 4. November 1630 Charlotte des Essarts und in zweiter Ehe am 25. August 1653 Françoise Marie Mignot (1624–1711), illegitime Tochter von Pierre de Portes.

### Religiöse Funktionen
Für den geistigen Stand bestimmt, war er als Abt des Klosters Saint-Germain-des-Prés in Paris und in Folge als Bischof von Meaux oder von Mans vorgesehen. Er verzichtete jedoch und bevorzugte eine Militärlaufbahn.

### Militärkarriere
Er trat als Fähnrich in die Gendarmes de la garde ein und wurde 1615 zum Sous-lieutenant befördert. Im Jahre 1617 wechselte er in die 2. Kompanie der Garde du corps du roi und wurde 1619 mit dem Ordre de Saint-Michel ausgezeichnet. Im Jahre 1621 zum Maréchal de camp befördert, wurde er zum Gouverneur der Bastille ernannt. 1622 nahm er an der Belagerung von Royan, der Belagerung von Montpellier und 1628 an der Belagerung von La Rochelle teil. Im Namen des Königs unterzeichnete er die Kapitulationsurkunde. Von 1629 bis 1633 begleitete er den Maréchal de Armand Nompar de Caumont bei dessen Feldzügen in Italien, Lothringen und im Languedoc. Zwischenzeitlich war er zum Capitaine-lieutenant des gendarmes de le garde ernannt worden. Er diente dann in der Grafschaft Flandern und in Deutschland, 1637 wurde er zum Lieutenant général ernannt. 1639 wurde er Gouverneur von Lothringen und setzte den Feldzug an der Spitze der Armee fort. Er eroberte und verwüstete Faulquemont, wurde bei Liffol-le-Grand geschlagen und sah sich genötigt, nach dem Tod des Königs 1643 die Belagerung der Festung La Mothe aufzugeben.
Danach wurde er zum Gouverneur der Champagne und Ehrenratgeber mit Sitz und Stimme im Parlament ernannt.
Am 20. April 1643 erfolgte die Ernennung zum Maréchal de France. In der  Schlacht bei Rocroi kommandierte er unter Louis II. de Bourbon-Condé den linken Flügel der Armee. Im Jahre 1647 verließ er die Gendarmes de la garde. 1649 wurde er Militärgouverneur von Paris und zog sich 1655 gänzlich aus dem Militärdienst zurück. Im gleichen Jahr wurde er zum Generalgouverneur der Champagne ernannt.
Er starb am 20. April 1660 in Paris.